# Lebrikizumab
Lebrikizumab (INN) là một kháng thể đơn dòng được nhân hóa và là thuốc ức chế miễn dịch thực nghiệm để điều trị hen suyễn không thể kiểm soát đầy đủ bằng glucocorticoids dạng hít. Thuốc được Tanox tạo ra dưới tên TNX-650, và một thử nghiệm lâm sàng giai đoạn I đối với ung thư hạch Hodgkin chịu lửa đã được thực hiện khi Genentech mua Tanox vào năm 2007. Nó đã hoàn thành một thử nghiệm lâm sàng giai đoạn II để điều trị hen suyễn.

## Cơ chế hoạt động
Lebrikizumab chặn interleukin 13 (IL-13), một cytokine (protein tín hiệu tế bào) được sản xuất bởi một loại tế bào bạch cầu gọi là tế bào Th2. IL-13 được cho là gây ra sự biểu hiện của một protein tín hiệu khác, periostin, bởi các tế bào biểu mô của phế quản. Periostin lần lượt dường như tham gia vào một số vấn đề liên quan đến hen suyễn, như tăng phản ứng phế quản, viêm, và kích hoạt và tăng sinh nguyên bào sợi đường thở, có liên quan đến việc tu sửa đường thở.
Lý thuyết này được hỗ trợ bởi thực tế là những bệnh nhân có nồng độ periostin cao đáp ứng tốt hơn đáng kể với lebrikizumab trong nghiên cứu pha II: thể tích thở ra trong 1 giây (FEV1) cao hơn 8.2% so với giả dược trong nhóm này (được đo từ đường cơ sở tương ứng), trong khi bệnh nhân periostin thấp có FEV1 cao hơn 1,6% và giá trị trung bình cho tất cả bệnh nhân là 5,5%. Sự gia tăng FEV1 ở bệnh nhân periostin thấp không có ý nghĩa thống kê.

## Tác dụng phụ
Trong nghiên cứu, tác dụng phụ của cơ xương khớp là phổ biến hơn dưới lebrikizumab so với giả dược (13,2% so với 5,4%). Các tác dụng phụ khác có thể so sánh ở cả hai nhóm: nhiễm trùng tổng thể 48,1% so với 49,1%, nhiễm trùng đường hô hấp trên 12,3% so với 14,3% và tác dụng phụ nghiêm trọng tổng thể 3,8% (điều trị) so với 5,3% (giả dược).